# Johannes Hornschuch
Johannes Hornschuch, auch Johann Hornschuch oder Hornschuh (* 12. Dezember 1599 in Themar; † 4. September 1663 in Leipzig) war ein deutscher Philologe und Pädagoge.

## Leben
Hornschuch war ein Sohn des Weinmeisters Johann Hornschuh, der im Dienst des Grafen Georg Ernst von Henneberg und dessen Ehefrau  Elisabeth von Württemberg stand, und dessen Frau Catharina, die Tochter des Johann Abesser, Vogt des Klosters Veßra. Er hatte die Schule seiner Heimatstadt und 1614 die Landschule in Schleusingen besucht. 1621 bezog er die Universität Leipzig, wo unter anderem Conrad Bavarus (1562–1643) und Andreas Corvinus seine Lehrer waren. Am 12. Juli 1623 erhielt er das Bakkalaureat und wurde am 27. Januar 1625 Magister der philosophischen Wissenschaften.
Im Anschluss hielt er Privatvorlesungen, 1628 wurde er in die philosophische Fakultät aufgenommen und am 6. Dezember 1628 Professor der hebräischen Sprache. 1632 übernahm er die Professur der Dialektik, wurde, als die Schule im Februar 1638 nach einer Pestepidemie wieder geöffnet wurde, Rektor der Leipziger Ratsschule St. Nicolai und erhielt 1643/1644 die Professur der griechischen Sprache an der Leipziger Hochschule, die zuvor mit Conrad Bavarus besetzt war. Hornschuch hatte sich auch an den organisatorischen Aufgaben der Leipziger Hochschule beteiligt. Von 1638 bis 1663 bekleidete Hornschuch mehrmals das Amt des Dekans der philosophischen Fakultät an der Universität und war drei Mal Prorektor der Alma Mater.
Zu seinen Schülern gehörte von 1658 bis 1661 unter anderem Gottfried Wilhelm Leibniz, dessen Vater an der Leipziger Universität lehrte. Nach Hornschuchs Tod wurde Friedrich Rappolt sein Nachfolger als Schulleiter.

## Familie
Hornschuch war zwei Mal verheiratet:
- Seine erste Ehe schloss er am 18. Juni 1639 in Leipzig mit Maria Helena († 2. Januar 1659 in Leipzig), der Tochter des Hallenser Pfänners Caspar Ludwiger.
- Seine zweite Ehe schloss er am 2. Juli 1660 mit Miriam Elisabeth, der Tochter des Leipziger Ratsherrn und Stadtrichters Georg Eichhorn.

Beide Ehen blieben kinderlos. Seine Witwe heiratete am 9. September 1664 in Leipzig den Archidiakon an der Nikolaikirche Jeremias Weber (1600–1643).
Die Beerdigung fand am 9. September 1663 statt.